# Hochmoor Borkenberge
Koordinaten: 51° 46′ 49″ N, 7° 18′ 33″ O
Das Naturschutzgebiet Hochmoor Borkenberge liegt auf dem Gebiet der Stadt Lüdinghausen im Kreis Coesfeld in Nordrhein-Westfalen.
Das Gebiet erstreckt sich westlich der Kernstadt Lüdinghausen. Am nördlichen Rand des Gebietes verläuft die Kreisstraße K 16, westlich liegt der Verkehrslandeplatz Borkenberge und erstreckt sich das 89,0 ha große Naturschutzgebiet Gagelbruch Borkenberge.

## Bedeutung
Das etwa 46,6 ha große Gebiet wurde im Jahr 1987 unter der Schlüsselnummer COE-017 unter Naturschutz gestellt.